# Gabriel Ocampo
José Gabriel Ocampo Herrera (La Rioja, 1798 - Santiago, 7 de febrero de 1882), fue un abogado y político argentino-chileno, conocido por ser el redactor del Código de Comercio de Chile. En Chile fue además diputado y cuarto decano de la Facultad de Leyes de la Universidad de Chile.

## Biografía
Nació en La Rioja, hijo de Domingo Ortiz de Ocampo y de Tomasa Herrera Medina. Estudió Derecho en Córdoba. Se casó en 1829 con Elvira de la Lastra. Más tarde lo haría, en segundo matrimonio, con Constancia Pando Urízar, con quien tuvo cuatro hijos.
Llegó a Chile en 1819 y revalidó al año siguiente su título de abogado en la Real Universidad de San Felipe. Participó, como diputado por Colchagua, en la Constitución Política del Estado de Chile de 1823. Ocupó este escaño por aquel departamento hasta 1825. En 1828, retornó a la Argentina, ocupando los primeros puestos en el foro bonaerense hasta 1840, cuando enviudó y decidió regresar a Chile.
El 24 de septiembre de 1852 el gobierno del presidente Manuel Montt le encargó la tarea de redactar un código de comercio, a la que abocó casi una década, hasta presentar su Proyecto de Código de Comercio de Chile en 1861, que fue aprobado y publicado en 1865. Con modificaciones y actualizaciones posteriores, es el que rige en ese país. 
El 10 de agosto de 1858, el Congreso Nacional de Chile le otorgó la nacionalidad por gracia.
Fue presidente de la sociedad Colegio de Abogados en los periodos 1862-1864 y 1867-1868. Al año siguiente, en 1869, fue nombrado decano de la Facultad de Leyes de la Universidad de Chile, cargo en el que permaneció hasta su muerte, ocurrida en 1882.